# Knut Ahnlund
Knut Emil Ahnlund (ur. 24 maja 1923 w Sztokholmie, zm. 28 listopada 2012 tamże) – szwedzki historyk literatury, pisarz, członek Akademii Szwedzkiej. Nieaktywny od 2005 roku w następstwie protestu przeciwko werdyktowi Akademii o przyznaniu nagrody Nobla w dziedzinie literatury dla Elfriede Jelinek.

## Wybrana bibliografia
- 1956 Henrik Pontoppidan : fem huvudlinjer i författarskapet
- 1963 Vännerna : en berättelse från hem och skola
- 1964 Den unge Gustav Wied
- 1978 Isaac Bashevis Singer : hans språk och hans värld
- 1979 Jordens skönhet : singalesiska minnen och myter
- 1981 Diktarliv i Norden : litterära essäer
- 1983 Karl Ragnar Gierow : inträdestal i Svenska akademien
- 1990 Octavio Paz : hans liv och diktning
- 1996 Sven Lidman : ett livsdrama
- 2003 Spansk öppning : essäer om Spaniens och Latinamerikas litteratur